# Église de Messukylä
L’église de Messukylä (finnois : Messukylän kirkko) est une église  située dans le quartier de Messukylä à Tampere en Finlande,.

## Présentation
L'église conçue par Theodor Höijer peut accueillir 790 personnes.
Le chœur polygonal est entourée d'une sacristie polygonale.
Le retable nommé l'épouse Cananéene est peint en 1888 par Alexandra Frosterus-Såltin.
Kalle Päätalo est enterré dans le cimetière jouxtant l’église.

## Galerie

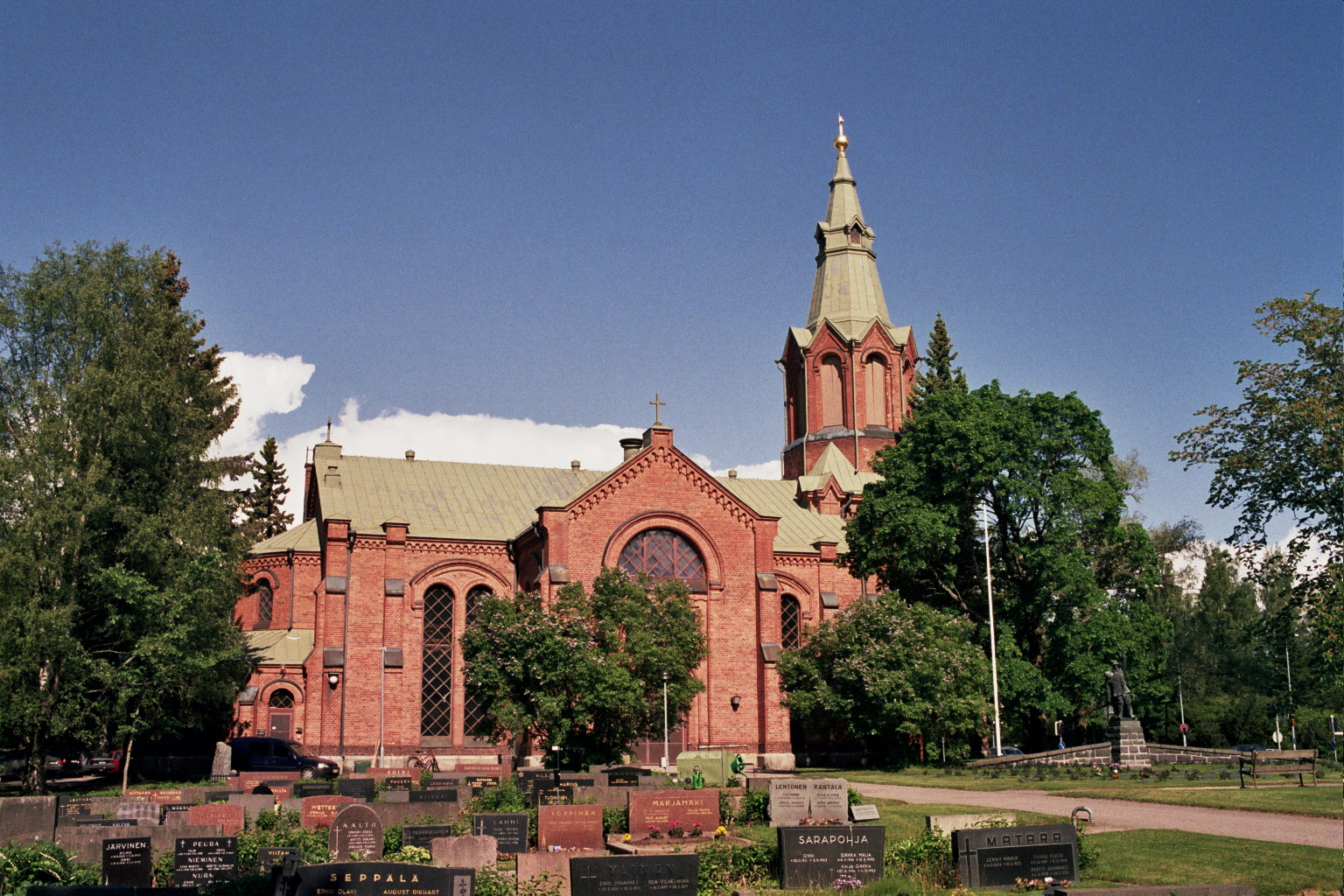
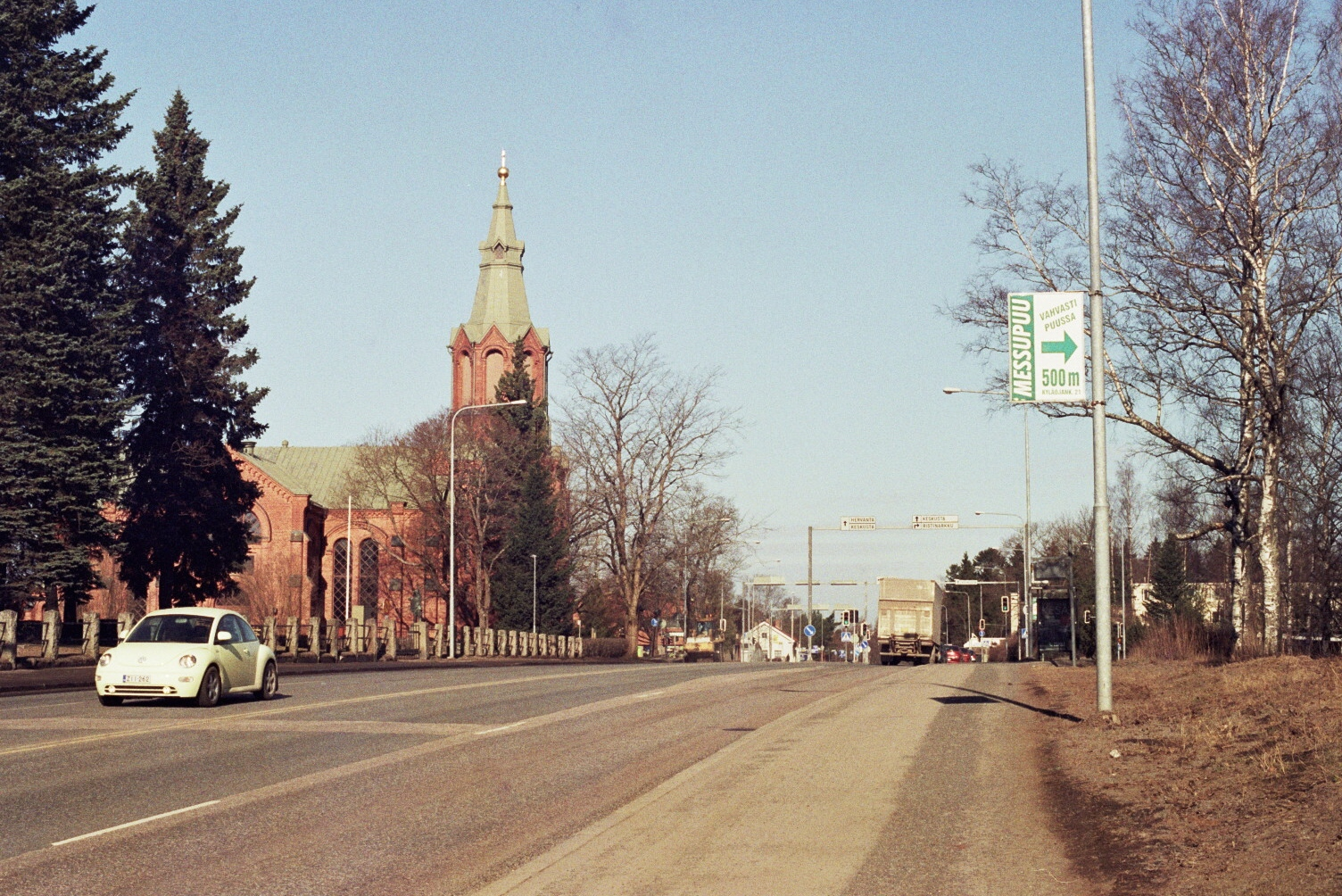